# イッテ♡恋48
『イッテ♡恋48』（イッテこいフォーティーエイト）は、各地のローカル局で2011年5月 - 9月(一部局は10月)にかけて放送されたバラエティ番組。

## 概要
スタジオパートはSKE48メンバーが幅240cmの日本一小さいスタジオ（自称）で視聴者から送られてきた企画やクロちゃん企画に挑戦する。
ロケパートではSKE48のメンバーが日本一のアイドルを目指して日本一にまつわるロケに挑戦する。

## 出演者

### 司会･レギュラー出演
- SKE48

### 後見人
- 有野晋哉（よゐこ）
- クロちゃん（安田大サーカス）

### ナレーター
- こんどうさと（7[注 1]、8、10 - 17、20 - 22、特別編）
- 池谷広大（18、19）

## 放送日程
| 回     | 放送日（初回） | 企画内容 | MCメンバー                                                                          | 企画メンバー                                                                                                   |
| ------ | -------------- | --- | ----------------------------------------------------------------------------------- | --- |
| 1      | 2011年 5月1日  | - 日本一速い縄とびに挑戦 - クロちゃん企画♡「猪木で九九を言おう」（スタジオ企画） | 木﨑ゆりあ、木下有希子、松本梨奈                                                    | （縄とび）木﨑、木下、後藤理沙子、松本、磯原杏華 （スタジオ）木﨑、木下、松本                                  |
| 2      | 5月8日         | - 第1回収録♡メイキング映像 - 日本一ゆる〜いマジックショー - クロちゃん考案「キーボードの上で顔をゴロゴロさせてみよう」（スタジオ企画）                                                                              | 木﨑ゆりあ、後藤理沙子、磯原杏華                                                    | （マジック）木﨑、木下、後藤、松本、磯原 （スタジオ）木﨑、後藤、磯原                                          |
| 3      | 5月15日        | - スタジオ勝ち残り じゃんけん選抜♡開催（スタジオ企画） - 収録♡舞台裏〜メンバーの素顔〜 - はじめてのロケ♡in北海道「日本一北にある絶叫アトラクション・前編」                                                          | 小野晴香、木下有希子、平松可奈子、阿比留李帆、石田安奈、竹内舞 （買出し係）松本梨奈 | （スタジオ）小野、木下、平松、阿比留、石田、松本、竹内 （ロケ）上野圭澄、原望奈美                              |
| 4      | 5月22日        | - はじめてのロケ♡in北海道「日本一北にある絶叫アトラクション・後編」 - こんなSKE48はイヤだ!!（スタジオ企画） - 全力二人坂                                                                                            | 平松可奈子、阿比留李帆、石田安奈、竹内舞 （買出し係）松本梨奈                       | （ロケ）上野、原 （スタジオ）平松、阿比留、石田、竹内 （二人坂）大矢真那、柴田阿弥、団長安田                   |
| 5      | 5月29日        | - チームKⅡ♡松本梨奈17歳、たった1人でMCに挑戦 - 週刊SKE48♡ニュース（スタジオ企画） - はじめてのロケ♡in北海道「日本一おねだり上手な熊」 - 風船をふくらませて割ろう♡（スタジオ企画）                                   | 松本梨奈 （ゲストMC）平松可奈子、石田安奈                                           | （スタジオ）平松、石田、松本 （ロケ）上野、原                                                                  |
| 6      | 6月5日         | - 収録前の素顔♡大公開! - 週刊SKE48♡ニュース（スタジオ企画） - はじめてのロケ♡in北海道「完結編」 - こよりでくしゃみ選手権（スタジオ企画） - 特技披露                                                                 | 出口陽、松下唯、赤枝里々奈、金子栞、小林亜実 （別室モニター）松本梨奈               | （ロケ）上野、原 （スタジオ）出口、松下、赤枝、金子、小林 （特技）松下                                         |
| 7      | 6月12日        | - 廃校を歩こう - デカ箸少女 - くちでオナラ選手権（スタジオ企画） | 松下唯、赤枝里々奈、松本梨奈、小林亜実                                              | （廃校）加藤智子、佐藤聖羅、高柳明音、矢方美紀 （デカ箸）中西優香、中村優花 （スタジオ）松下、赤枝、松本、小林 |
| 8      | 6月19日        | - 特技披露 - 廃校を歩こう（完結編） - 週刊SKE48♡ニュース（スタジオ企画） - 全力二人坂 - くるくる♡バット（スタジオ企画） - 猪木のモノマネで♡「バンザイVenus」（スタジオ企画）                                        | 出口陽、松下唯、金子栞                                                              | （特技）金子 （廃校）加藤智、佐藤聖、高柳、矢方 （二人坂）大矢、柴田、団長安田 （スタジオ）出口、松下、金子    |
| 9      | 6月26日        | - 未公開映像流出SP - 特技披露 | MCメンバーなし                                                                      | （特技）桑原みずき、木本花音                                                                                   |
| 10     | 7月3日         | - ヘビの量は半端じゃない バンザイSnake村へようこそ!!（もしもクス玉からヘビが落ちてきたら） - 初の♡野外収録（野外スタジオ） - ヘビの量は半端じゃない バンザイSnake村へようこそ!!（突然部屋に大蛇が出てきたら・前編） | 加藤るみ、平田璃香子、梅本まどか                                                    | （クス玉）桑原、木本、山下ゆかり （大蛇）加藤る、平田、梅本                                                    |
| 11     | 7月10日        | - ヘビの量は半端じゃない バンザイSnake村へようこそ!!（激闘の完全ドキュメント SKE48vs大蛇・完全版） | MCメンバーなし                                                                      | 加藤る、平田、梅本                                                                                             |
| 12     | 7月17日        | - ヘビの量は半端じゃない バンザイSnake村へようこそ!!（突然部屋に大蛇が出てきたら・後編） | MCメンバーなし                                                                      | 桑原、木本、山下                                                                                               |
| 13     | 7月24日        | - ヘビの量は半端じゃない バンザイSnake村へようこそ!!（SKE48vsヘビの祟り） - 寝起きドッキリ♡ | MCメンバーなし                                                                      | （ヘビ）加藤る、桑原、平田、梅本、木本、山下 （寝起き）平田、梅本、木本、山下                                  |
| 14     | 7月31日        | - ヘビの量は半端じゃない バンザイSnake村へようこそ!!（もしも鍋の中にヘビがいたら） - 寝起きドッキリ♡ - デカ箸少女                                                                                                   | MCメンバーなし                                                                      | （ヘビ）加藤る、桑原、平田、梅本、木本、山下 （寝起き）加藤る、桑原、平田 （デカ箸）佐藤聖羅、高柳明音         |
| 15     | 8月7日         | - 4人5脚で箱根の山を歩こう - 週刊SKE48♡ニュース（スタジオ企画） | 木下有希子、須田亜香里、矢神久美、山田恵里伽、今出舞、斉藤真木子                    | （4人5脚）加藤智子、佐藤聖羅、高柳明音、矢方美紀 （スタジオ）木下、須田、矢神、山田恵、今出、斉藤              |
| 16     | 8月14日        | - 珍獣を当てて福岡の日本一グルメを食べよう - 私たちは決してバカじゃない（出張スタジオ企画） - 楽屋通路に定点カメラを設置「メンバーにいろいろつぶやいてもらおう」                                                    | 秦佐和子、古川愛李                                                                  | （福岡グルメ）小木曽汐莉、矢方美紀、中村優花 （スタジオ）秦、古川 （定点カメラ）                               |
| 17     | 8月21日        | - 珍獣を当てて福岡の日本一グルメを食べよう - 私たちは決してバカじゃない（出張スタジオ企画） - 楽屋通路に定点カメラを設置「メンバーにいろいろつぶやいてもらおう」                                                    | 石田安奈、佐藤聖羅、秦、古川                                                        | （福岡グルメ）小木曽、矢方、中村 （スタジオ）石田、佐藤聖、秦、古川 （定点カメラ）                             |
| 18     | 8月28日        | - クイズ もしSKE48が喫茶店を経営したら〜略してもしきさ〜 (前編) - 全国ツアーの舞台裏を大公開！（出張スタジオ企画）                                                                                                  | 木下有希子、須田亜香里、矢神久美、山田恵里伽、今出舞、斉藤真木子                    | （もしきさ）金子栞、木﨑ゆりあ、松本梨奈 （スタジオ）小野晴香、金子、高田志織、古川愛李                        |
| 19     | 9月4日         | - クイズ もしSKE48が喫茶店を経営したら〜略してもしきさ〜 (後編) - 特技披露 | 木下有希子、須田亜香里、矢神久美、山田恵里伽、今出舞、斉藤真木子                    | （もしきさ）金子、木﨑、松本 （特技）松井玲奈                                                                  |
| 20     | 9月11日        | - SKE48 選抜メンバー 内部告発ランキング - 特技披露 | 大矢真那、木﨑ゆりあ、桑原みずき、松井玲奈                                          | （内部告発）パレオはエメラルド選抜メンバー14人 （特技）木﨑、須田亜香里、秦佐和子                              |
| 21     | 9月18日        | - 松井-1グランプリ〜日本一の「松井」を目指せ!〜 - SKE48 選抜メンバー 内部告発ランキング | （松井-1グランプリ）松井玲奈 （内部告発）小木曽汐莉、高柳明音                       | （松井-1グランプリ）松井玲 （内部告発）パレオはエメラルド選抜メンバー14人                                      |
| 22     | 9月25日        | - 中坊ですよ! - 未公開映像流出SP | 松井珠理奈、石田安奈、向田茉夏、木本花音                                            | （中坊ですよ!）松井珠、石田、向田、木本                                                                        |
| 特別編 | 10月2日        | - ベストショット♡48 - ベストショット撮影! | 松井珠理奈、石田安奈、向田茉夏、木本花音                                            | （撮影!）松井珠、石田、向田、木本                                                                              |

## スタッフ
- 企画：秋元康
- 構成：岐部昌幸、下田雄大、安部裕之
- 撮影：犬原拓也、笠井雅子
- キャラクターデザイン：PansonWorks
- 宣伝：種子島幸（tvk）
- Web：細見葉介・知覧晴彦（tvk）
- 美術協力：アックス
- 技術協力：TSP、ドゥーイット
- 協力：ピタゴラス・プロモーション
- 制作協力：10＋4
- 制作：EAST
- アシスタントプロデューサー：林貴恵、高橋きさら、岩崎真佑美
- ディレクター：柴田琢朗、郡亮太、出井由紀
- 演出：宮野敏一
- プロデューサー：壷阪敏秀・近藤和之（tvk）、梶野元延（チバテレ）、遠藤圭介（テレ玉）、那須恵太朗（サンテレビ）、片桐千秋・西田拓朗（メ〜テレ）、座間隆司（イースト・エンタテインメント）
- 企画製作：「イッテ恋48」推進委員会（tvk・チバテレ・テレ玉・サンテレビ・メ〜テレ）

## 主題歌
エンディングテーマ
- 「バンザイVenus」SKE48（1 - 13）
- 「パレオはエメラルド」SKE48（14 - 22、特別編）

## 放送局
| 放送地域   | 放送局           | 放送期間                 | 放送日時           | 系列           | 備考              |
| ---------- | ---------------- | ------------------------ | ------------------ | -------------- | ----------------- |
| 神奈川県   | テレビ神奈川     | 2011年5月1日 - 9月25日   | 日曜 23:00 - 23:30 | 独立局         | 共同制作局 幹事局 |
| 福岡県     | TVQ九州放送      | 2011年5月2日 - 9月26日   | 月曜 25:23 - 25:53 | テレビ東京系列 |                   |
| 埼玉県     | テレビ埼玉       | 2011年5月3日 - 9月27日   | 火曜 24:30 - 25:00 | 独立局         | 共同制作局        |
| 栃木県     | とちぎテレビ     | 2011年5月3日 - 9月27日   | 火曜 22:00 - 22:30 | 独立局         |                   |
| 北海道     | 札幌テレビ放送   | 2011年5月4日 - 9月28日   | 水曜 26:04 - 26:34 | 日本テレビ系列 | [ 注 8 ]          |
| 山形県     | 山形放送         | 2011年5月5日 - 9月29日   | 木曜 25:13 - 25:43 | 日本テレビ系列 |                   |
| 兵庫県     | サンテレビジョン | 2011年5月7日 - 10月1日   | 土曜 24:30 - 25:00 | 独立局         | 共同制作局        |
| 千葉県     | 千葉テレビ放送   | 2011年5月8日 - 10月2日   | 日曜 22:30 - 23:00 | 独立局         | 共同制作局        |
| 群馬県     | 群馬テレビ       | 2011年5月8日 - 10月2日   | 日曜 21:30 - 22:00 | 独立局         |                   |
| 広島県     | 中国放送         | 2011年5月9日 - 10月3日   | 月曜 25:25 - 25:55 | TBS系列        |                   |
| 中京広域圏 | 名古屋テレビ放送 | 2011年5月12日 - 10月6日  | 木曜 25:25 - 25:55 | テレビ朝日系列 | 共同制作局        |
| 全国放送   | エンタメ〜テレ   | 2011年5月26日 - 10月27日 | 木曜 23:00 - 23:30 | CS放送         | リピート放送あり  |

## DVD
キングレコードからDVD、Blu-ray Discが発売されている。
- イッテ恋48 Vol.1（2011年9月7日発売　KIBF-90934～90935、KIBF-934～935、KIXF-90027、KIXF-27）
  - 第1回～第8回放送分収録
  - 映像特典：イッテ恋カメラ in SKE48 Zeppツアー｢真夏の上方修正｣
  - 封入特典：イベント参加抽選券[注 9]（初回プレス分）、12Pブックレット
  - 初回限定版特典：デジパック仕様、60Pスペシャルフォトブック

- イッテ恋48 Vol.2（2011年11月18日発売　KIBF-90936～90937、KIBF-936～937、KIXF-90028、KIXF-28）
  - 第9回～第16回放送分収録
  - 映像特典：SKE48 全国ツアー「真夏の上方修正」緊急前説ショー、デカ箸少女～未公開編～
  - 封入特典：12Pブックレット
  - 初回限定版特典：デジパック仕様、60Pスペシャルフォトブック

- イッテ恋48 Vol.3（2012年2月3日発売　KIBF-90938～90939、KIBF-938～939、KIXF-90029、KIXF-29）
  - 第17回～第22回放送分、特別編収録
  - 映像特典：第20回～第22回メイキング、イッテ恋48アワード、イッテ恋48アワードメイキング
  - 封入特典：12Pブックレット
  - 初回限定版特典：デジパック仕様、60Pスペシャルフォトブック